# 1月13日
1月13日（いちがつじゅうさんにち）は、グレゴリオ暦で年始から13日目に当たり、年末まであと352日（閏年では353日）ある。

## できごと
- 532年 - コンスタンティノープルでニカの乱が起こる。
- 888年 - パリ伯ウードが西フランク王国国王に選出。
- 1392年（明徳2年/元中8年12月19日） - 明徳の乱がおこる。
- 1696年（元禄8年12月9日） - 赤根屋半七と遊女の三勝が、大阪千日寺の墓地で心中して果てる。二人のはかない恋は、歌舞伎の演目「三勝半七艶容女舞衣」として劇化され、現在も上演されている[1]。
- 1828年（文政10年11月27日） - 加賀前田家の江戸藩邸に御守殿門（現在の東大赤門）が建立される。
- 1847年 - アメリカ合衆国とメキシコ合衆国がカフエンガ条約に調印。米墨戦争のカリフォルニアでの戦いが終結。
- 1876年 - 東京でマイナス9.2度を記録（東京の最低気温記録）。
- 1898年 - ドレフュス事件: エミール・ゾラがドレフュス大尉の無実を主張する公開状『私は弾劾する』を新聞に発表。
- 1913年 - 北海道の夕張炭鉱（坑名不詳）で火災発生。行方不明の鉱員の生死が不詳のまま、消火のための密閉作業が行われた。53人が死亡[2]。
- 1935年 - 国際連盟管理地域ザールで住民投票が行われた結果、ドイツ復帰支持が多数を占める。
- 1936年 - 日劇ダンシングチーム (NDT) が初公演。
- 1936年 - 北陸本線福井駅北方を走行中の車内から出火。乗客の女子学生4人死亡[3]。
- 1945年 - 第二次世界大戦・独ソ戦: 赤軍がケーニヒスベルク（カリーニングラード）に到達、街を包囲。
- 1945年 - セルゲイ・プロコフィエフの交響曲第5番がモスクワ音楽院で初演[4]。
- 1945年 - 日本の東海地方でマグニチュード6.8の三河地震発生。死者2,306人[5]、全潰家屋数7221戸[6]。
- 1946年 - 一部の閣僚の公職追放に伴い、幣原内閣が閣僚を入替え。
- 1953年 - チトーがユーゴスラビアの大統領に就任。
- 1953年 - プラウダ紙が「ユダヤ人医師らがソ連要人の毒殺を企てた」と報道、ソ連史上の最大の反ユダヤキャンペーンに発展（医師団陰謀事件）。
- 1957年 - 美空ひばりが浅草国際劇場でファンに塩酸をかけられ負傷[7]。
- 1968年 - 大韓民国で国際勝共連合が発足。日本でも同年4月に発足。
- 1972年 - ガーナの軍人イグナティウス・アチャンポンが無血クーデターを起こし、コフィ・ブシア首相を追放して国家元首となる。
- 1979年 - 国公立大学入試で初の共通一次試験が実施される。
- 1982年 - エア・フロリダ90便墜落事故。
- 1988年 - 蔣経国中華民国総統が死去し、李登輝副総統が総統に就任。台湾出身者が初めて総統になる。
- 1990年 - 第1回大学入試センター試験を実施。14日までの2日間。
- 1990年 - アメリカ合衆国バージニア州、ダグラス・ワイルダーが初のアフリカ系アメリカ人州知事として就任。
- 1991年 - リトアニア血の日曜日事件。
- 1992年 - 共和汚職事件: 阿部文男衆議院議員を逮捕。現職の衆議院議員の逮捕はロッキード事件以来16年ぶり。
- 1992年 - 加藤紘一官房長官が、従軍慰安婦問題で日本軍の関与を認め正式に謝罪。
- 2001年 - エルサルバドルでマグニチュード7.7の地震が発生。死者944人、約136万人が被災した[8]。
- 2009年 - エチオピア軍がソマリアから撤退を開始。1月15日に首都モガディシオからの撤退を完了[9]。
- 2012年 - コスタ・コンコルディアの座礁事故[10]。
- 2017年 - 京都府妙伝寺の「半跏思惟像」について、金属成分調査の結果、7世紀に朝鮮半島で作られた可能性が高いと発表[11]。
- 2021年 - 中国河南省の双槐樹遺跡で、約5300年前に築かれたとみられる中国最古の宮殿跡が発掘された発表される[12]。
- 2023年 - 2022年10月29日に日本人2人を含む158人が亡くなった韓国の繁華街梨泰院の雑踏事故について、韓国警察庁が、業務上過失致死傷などの容疑で警察関係者ら6人を逮捕し、17人を書類送検したと発表[13]。
- 2025年 - 東京女子医科大学の元理事長岩本絹子が大学の資金を還流して背任の容疑で逮捕される。
- 2025年 - 日向灘を震源とするマグニチュード6.6の地震が起き、最大震度5弱を観測、また宮崎県と高知県で最大20cmの津波を観測した。震源の位置から気象庁で南海トラフ評価検討会が開催されたが、巨大地震が起きる可能性が高まったとは考えられず南海トラフ地震臨時情報「調査中」から2時間半後に「調査終了」が発表される。

## 誕生日
- 1592年（天正19年11月29日） - 松浦隆信、平戸藩主（+ 1637年）
- 1596年 - ヤン・ファン・ホーイェン、画家（+ 1656年）
- 1635年 - フィリップ・シュペーナー、牧師、ドイツ敬虔主義の創始者（+ 1705年）
- 1649年（慶安元年12月1日） - 木下俊長、日出藩主（+ 1716年）
- 1653年（承応元年12月14日） - 分部信政、大溝藩主（+ 1715年）
- 1698年（元禄10年12月2日） - 有馬一準、丸岡藩主（+ 1757年）
- 1725年（享保9年11月29日） - 阿部正右、福山藩主（+ 1769年）
- 1805年（文化元年12月13日） - 松平忠栄、尼崎藩主（+ 1869年）
- 1809年 - フリードリヒ・フェルディナント・フォン・ボイスト、外交官、政治家（+ 1886年）
- 1842年（天保12年12月2日） - 大久保忠礼、小田原藩主（+ 1897年）
- 1849年 - エルヴィン・フォン・ベルツ、医師（+ 1913年）
- 1858年 - エドモン＝フランソワ・アマン＝ジャン、画家（+ 1936年）
- 1864年 - ヴィルヘルム・ヴィーン、物理学者（+ 1928年）
- 1864年（文久3年12月5日） - 屋井先蔵、発明家（+ 1927年）
- 1864年（文久3年12月5日）- 岸田俊子、女権拡張運動家、作家（+ 1901年）
- 1866年 - ゲオルギイ・グルジエフ、神秘思想家（+ 1949年）
- 1866年 - ヴァシリー・カリンニコフ、作曲家（+ 1901年）
- 1893年 - クラーク・アシュトン・スミス、ファンタジー小説家（+ 1961年）
- 1893年 - シャイム・スーティン、画家（+ 1943年）
- 1899年 - 田谷力三、オペラ歌手（+ 1988年）
- 1902年 - カール・メンガー、数学者（+ 1985年）
- 1902年 - ゲオルギー・マレンコフ、政治家(+1988年)
- 1903年 - 増原惠吉、官僚、政治家（+ 1985年）
- 1905年 - ケイ・フランシス、女優（+ 1968年）
- 1906年 - 古田晁、出版人、筑摩書房創業者（+ 1973年）
- 1906年 - 周有光、経済学者、言語学者 (+ 2017年）
- 1911年 - 森雅之、俳優（+ 1973年）
- 1914年 - 西住小次郎、軍人（+ 1938年）
- 1916年 - 宮下義雄、元プロ野球選手（+ 1984年）
- 1917年 - 上林繁次郎、元プロ野球選手、政治家（+ 2002年）
- 1918年 - 平井英子、歌手（+ 2021年）
- 1918年 - ヴァルター・ヤコビ、ロケット科学者（+ 2009年）
- 1922年 - アルベール・ラモリス、映画監督（+ 1970年）
- 1922年 - 大森実、ジャーナリスト（+ 2010年）
- 1923年 - ダニイル・シャフラン、チェリスト（+ 1997年）
- 1924年 - 小野木学、洋画家（+ 1976年）
- 1924年 - ポール・ファイヤアーベント、科学哲学者（+ 1994年）
- 1924年 - ローラン・プティ、舞踏家、振付家（+ 2011年）
- 1926年 - マイケル・ボンド、児童文学作家（+ 2017年）
- 1926年 - メルバ・リストン、ジャズ・トロンボーン奏者（+ 1999年）
- 1927年 - シドニー・ブレナー、生物学者（+ 2019年）
- 1927年 - ナジ・ラースロー、フィギュアスケート選手（+ 2005年）
- 1929年 - ジョー・パス、ジャズギタリスト（+ 1994年）
- 1929年 - ナジ・マリアンナ、フィギュアスケート選手（+ 2011年）
- 1930年 - 田中一光、グラフィックデザイナー（+ 2002年）
- 1932年 - 田中敏朗、元プロボクサー
- 1932年 - 小田喜美雄、元プロ野球選手（+ 2012年）
- 1934年 - 芦田甚之助、労働運動家、連合2代目会長（+ 2011年）
- 1934年 - ロビン・ミルナー、計算機科学者（+ 2010年）
- 1935年 - 阿刀田高、小説家
- 1935年 - 加藤正二、天文学者
- 1936年 - 石田雅亮、元プロ野球選手（+ 2022年）
- 1938年 - 野沢那智、俳優、声優、演出家（+ 2010年）
- 1938年 - 和田春樹、歴史学者
- 1940年 - 小松俊広、元プロ野球選手（+ 2023年）
- 1942年 - 志賀勝、俳優、歌手（+ 2020年）
- 1943年 - 米田慶三郎、元プロ野球選手
- 1944年 - 松原誠、元プロ野球選手
- 1946年 - 北野尚文、高校野球指導者
- 1947年 - 遠藤賢司、音楽家（+ 2017年）
- 1948年 - 橋本祥路、作曲家
- 1948年 - 相米慎二、映画監督（+ 2001年）
- 1949年 - ジェームズ・ミルンズ、フィギュアスケート選手
- 1951年 - 船山基紀、作曲家、アレンジャー
- 1951年 - ベルナール・ロワゾー、フランス料理の料理人（+ 2003年）
- 1955年 - いがらしみきお、漫画家
- 1955年 - 伊藤蘭、女優
- 1955年 - 紙智子、政治家
- 1955年 - 沢崎誠、プロ雀士
- 1955年 - ジェイ・マキナニー、小説家
- 1956年 - 安部恭弘、シンガーソングライター
- 1956年 - 大地丙太郎、アニメ監督
- 1959年 - 半田利弘、天文学者
- 1959年 - 太川陽介、歌手、俳優
- 1960年 - 井上雅彦、小説家
- 1960年 - マシュー・ボーン、バレエ演出家、振付家
- 1961年 - 岡崎聡子、体操選手
- 1962年 - 八木啓代、歌手、作家、エッセイスト、ジャーナリスト、音楽コーディネーター
- 1962年 - ケビン・ミッチェル、元プロ野球選手
- 1962年 - SAM、ダンサー（TRF）
- 1963年 - 秋本奈緒美、女優
- 1963年 - 水野松也、歌手
- 1964年 - ホセ・ヌーニェス、元プロ野球選手
- 1966年 - 柴田光太郎、俳優、キャスター
- 1966年 - 北山亜紀子、ビリヤード選手
- 1967年 - 田宮五郎、俳優（+ 2014年）
- 1967年 - 西村智奈美、政治家
- 1967年 - 山口正朗、俳優
- 1968年 - 長山洋子、歌手
- 1968年 - CHARA、ミュージシャン
- 1968年 - 三浦りさ子、タレント
- 1968年 - ジャンニ・モルビデリ、レーシングドライバー
- 1969年 - 南Q太、漫画家
- 1969年 - 涼元悠一、小説家、ゲームシナリオライター
- 1969年 - 川原みなみ、タレント、女優
- 1970年 - 鈴木健、元プロ野球選手
- 1970年 - 濱辺幸太、俳優
- 1970年 - 真矢、ミュージシャン（LUNA SEA）
- 1970年 - 高木三四郎、プロレスラー
- 1971年 - エルマー・デセンス、元プロ野球選手
- 1971年 - 中村ゆう子、フリーアナウンサー、女優
- 1972年 - 吉尾亜希子、女優、スーツアクター
- 1972年 - 大塚晶則、元プロ野球選手
- 1972年 - 岩居由希子、声優、女優
- 1974年 - 内海雅智、ミュージカル俳優
- 1975年 - ダニエル・ケールマン、小説家
- 1975年 - ルネ・エリクセン、ミュージシャン（メイヘム等）
- 1975年 - アンドリュー・ヤン、政治家
- 1977年 - オーランド・ブルーム、俳優
- 1978年 - 小林よしか、タレント、政治家
- 1978年 - ネイト・シルバー、統計学者
- 1978年 - 緒乃冬華、声優
- 1979年 - ヴィタリー・ノビコフ、フィギュアスケート選手
- 1980年 - 加地亮、元サッカー選手
- 1980年 - 大島美幸、お笑いタレント（森三中）
- 1980年 - 藤波貴久、ライダー
- 1981年 - ダレル・ラズナー、元プロ野球選手
- 1981年 - 野口聖古、女優、声優、ナレーター
- 1982年 - 黒崎瞳、フリーアナウンサー、キャスター
- 1982年 - 神尾晋一郎、声優
- 1983年 - 普久原淳一、元プロ野球選手
- 1983年 - 下嶋兄、タレント、俳優（元ジャニーズJr.）
- 1984年 - 平山あや、女優、タレント
- 1984年 - 山本翔、元プロ野球選手
- 1985年 - ゲオルギナ・ポータ、卓球選手
- 1985年 - Raychell、歌手、ベーシスト（SHAZNA、RAISE A SUILEN）
- 1986年 - ジョアニー・ロシェット、フィギュアスケート選手
- 1987年 - 大野奨太、元プロ野球選手
- 1988年 - 生形理菜、ミュージカル俳優
- 1989年 - 林未紀、タレント
- 1989年 - 宮田直樹、俳優
- 1990年 - 八木健史、元プロ野球選手
- 1990年 - ヴィンチェンツォ・フィオリッロ、サッカー選手
- 1990年 - リアム・ヘムズワース、俳優
- 1991年 - 角晃多、元プロ野球選手
- 1991年 - ジュヌヴィエーヴ・ゴーント、女優
- 1992年 - 南川忠亮、元プロ野球選手
- 1992年 - アダム・マシューズ、サッカー選手
- 1993年 - 佐々木ひかり、女優
- 1993年 - 三澤紗千香、声優
- 1993年 - 鈴乃八雲、グラビアアイドル
- 1994年 - 中山優馬、歌手、俳優（元NYC）
- 1994年 - 寺田安裕香、グラビアアイドル
- 1994年 - 九条ジョー、お笑い芸人（コウテイ）
- 1994年 - 上村和生、陸上選手
- 1995年 - レナ・マロコ、フィギュアスケート選手
- 1995年 - 齋藤明里、女優、タレント
- 1996年 - 稲村亜美、タレント、グラビアアイドル
- 1996年 - 今湊敬樹、フジテレビアナウンサー
- 1996年 - 関口理咲、声優
- 1998年 - ヨーリ・チャイルズ、プロバスケットボール選手
- 1999年 - 伊山摩穂、アイドル （元GEM）
- 1999年 - 梅野雄吾、プロ野球選手
- 1999年 - 畑岡奈紗[14]、プロゴルファー
- 1999年 - 大津亮介[15]、プロ野球選手
- 2000年 - 大江海透、プロ野球選手
- 2002年 - 石森璃花、アイドル（櫻坂46）
- 2002年 - るるか、アイドル（シュレーディンガーの犬）
- 2003年 - 野溝利一、プロバスケットボール選手
- 2009年 - ギュナイ滝美、子役

## 忌日
- 紀元前86年 - ガイウス・マリウス、共和政ローマの執政官（* 紀元前157年）
- 703年（大宝2年12月22日）- 持統天皇、第41代天皇（* 645年）
- 858年 - エゼルウルフ、ウェセックス王
- 888年 - カール3世、フランク王（* 839年頃）
- 1001年（長保2年12月16日） - 藤原定子、一条天皇の皇后（* 977年）
- 1151年 - シュジェール、フランス摂政、歴史家（* 1081年頃）
- 1177年 - ハインリヒ2世、オーストリア公（* 1107年）
- 1330年 - フリードリヒ3世、ローマ王（* 1286年）
- 1599年 - エドマンド・スペンサー、詩人（* 1552年頃）
- 1632年（寛永8年11月22日）- 最上義俊、山形藩・大森藩主（* 1605年）
- 1691年 - ジョージ・フォックス、クエーカー創始者（* 1624年）
- 1717年 - マリア・ジビーラ・メーリアン、生物学者、画家（* 1647年）
- 1765年（明和元年12月22日） - 徳川宗尹、一橋徳川家初代当主（* 1721年）
- 1766年 - フレデリク5世、デンマーク王（* 1723年）
- 1797年 - エリーザベト・クリスティーネ、プロイセン王フリードリヒ2世の妃（* 1715年）
- 1828年（文政10年11月27日）- 伊達斉義、第11代仙台藩主（* 1798年）
- 1838年 - フェルディナント・リース、作曲家（* 1784年）
- 1849年（嘉永元年12月19日）- 調所広郷、薩摩藩家老（* 1776年）
- 1864年 - スティーブン・コリンズ・フォスター、作曲家（* 1826年）
- 1872年（明治4年12月4日）- 河上彦斎、幕末尊皇攘夷派の武士（* 1834年）
- 1885年 - スカイラー・コルファクス、第17代アメリカ合衆国副大統領（* 1823年）
- 1894年 - ナジェジダ・フォン・メック、作曲家ピョートル・チャイコフスキーの支援者（* 1831年）
- 1906年 - アレクサンドル・ポポフ、無線通信開発者（* 1859年）
- 1908年 - 橋本雅邦、日本画家（* 1835年）
- 1913年 - 大森兵蔵、体育学者（* 1876年）
- 1929年 - ワイアット・アープ、西部開拓時代の保安官（* 1848年）
- 1931年 - カンドー・カールマーン、鉄道技師、発明家（* 1869年）
- 1932年 - ソフィア、ギリシャ王コンスタンティノス1世の妃（* 1870年）
- 1934年 - ポール・ヴィラール、物理学者（* 1860年）
- 1934年 - 早田文藏、植物学者（* 1874年）
- 1935年 - ハインリヒ・シェンカー、音楽学者（* 1868年）
- 1941年 - ジェイムズ・ジョイス、小説家（* 1882年）
- 1949年 - 財部彪、軍人、政治家（* 1867年）
- 1963年 - シルバヌス・オリンピオ、政治家、初代トーゴ大統領（* 1902年）
- 1966年 - 佐々木すぐる、作曲家（* 1892年）
- 1976年 - 舟橋聖一、小説家（* 1904年）
- 1978年 - ジョー・マッカーシー、メジャーリーグベースボールの監督（* 1887年）
- 1978年 - ヒューバート・H・ハンフリー、第38代アメリカ合衆国副大統領（* 1911年）
- 1979年 - ダニー・ハサウェイ、R&Bミュージシャン（* 1945年）
- 1980年 - アンドレ・コステラネッツ、指揮者（* 1901年）
- 1988年 - 蔣経国、中華民国総統（* 1910年）
- 1990年 - 小田富弥、挿絵画家、日本画家、木版画家（* 1895年）
- 1993年 - カマルゴ・グアルニエリ、作曲家（* 1907年）
- 1993年 - ケン・アンダーソン、美術監督、脚本家（* 1909年）
- 1993年 - 前川かずお、絵本作家、漫画家（* 1937年）
- 1993年 - エジバウド・マルティンス・ダ・フォンセカ、サッカー選手（* 1962年）
- 1995年 - 城夏子、作家（* 1902年）
- 1995年 - ジョーゼフ・ギンゴールド、ヴァイオリニスト（* 1909年）
- 1995年 - 南利明、俳優（* 1924年）
- 1997年 - 永田亮一、政治家（* 1911年）
- 1997年 - 毛利蔵人、作曲家（* 1950年）
- 1999年 - 若井小づえ、漫才師（* 1947年）
- 2000年 - 丸木俊、洋画家（* 1912年）
- 2000年 - 陸井三郎、国際政治評論家（* 1918年）
- 2000年 - 大野乾、生物学者（* 1928年）
- 2000年 - 菅朝照、政治家、歯科医師、元愛媛県北条市（現松山市）長（* 1928年）
- 2000年 - アンティ・ヒュベリネン、スキージャンプ選手、1956 コルティナダンペッツォ五輪金メダリスト（* 1932年）
- 2002年 - テッド・デミ、映画監督（* 1963年）
- 2004年 - 坂田道太、政治家、第64代衆議院議長、第40代法務大臣、第33代防衛庁長官、第91・92代文部大臣、第32代厚生大臣（* 1916年）
- 2005年 - 田所祐、医師、馬主（* 1924年）
- 2007年 - 吉原英雄、画家（* 1931年）
- 2007年 - マイケル・ブレッカー、ジャズサクソフォーン奏者（* 1949年）
- 2008年- 福中都生子、詩人（* 1926年）
- 2008年 - ジョニー・ポドレス、MLB選手、ワールドシリーズMVP第一号（* 1932年）
- 2009年 - 星野徹、詩人、英文学者、茨城大学名誉教授（* 1925年）
- 2009年 - 小関治男、分子生物学者、京都大学名誉教授（* 1925年）
- 2009年 - パトリック・マクグーハン、俳優、脚本家、映像作品監督、プロデューサー（* 1928年）
- 2009年 - ミハイル・ドンスコイ、計算機科学者（* 1948年）
- 2010年 - 山崎春之、教育者、学校法人駿河台大学名誉総長（* 1926年)
- 2010年 - 田の中勇、声優（* 1932年）
- 2011年 - 藤村多加夫、俳人（* 1925年）
- 2011年 - 石黒靖尋、実業家、ホーマック創業者・元会長、元DCMホールディングス相談役（* 1936年）
- 2012年 - ラウフ・デンクタシュ、政治家、初代北キプロス・トルコ共和国大統領（* 1924年）
- 2012年 - ミリャン・ミリャニッチ、サッカー選手（* 1930年）
- 2013年 - 嶋井澄、実業家、元日立物流社長（* 1917年）
- 2013年 - 瓦力、政治家、第45・62・63代防衛庁長官、第65代建設大臣（* 1937年）
- 2013年 - 石田格、マジック:ザ・ギャザリングプレイヤー、トレーディングカードゲームデザイナー（* 1979年）
- 2014年 - 曽川泉、政治家、元宮崎県門川町長（* 1944年）
- 2014年 - 藤田原野、アナウンサー（* 1978年）
- 2015年 - 江見絹子、画家（* 1923年）
- 2015年 - 片山幽雪、能楽師（* 1930年）
- 2015年 - 魚住純子、女優（* 1933年）
- 2015年 - 加地隆雄、実業家、元C.A.L社長、元横浜ベイスターズ球団社長（* 1940年）
- 2016年 - 廣瀬方人、長崎原爆語り部（* 1930年）
- 2017年 - ニコデモ・スカルフォ、マフィアのボス（* 1929年）
- 2017年 - アンソニー・アームストロング＝ジョーンズ、貴族、写真家、初代スノードン伯爵（* 1930年）
- 2019年 - 安藤士、彫刻家、2代目忠犬ハチ公像製作者（* 1923年）
- 2019年 - メル・ストットルマイヤー、元プロ野球選手（* 1941年）
- 2020年 - H・L・リチャードソン、政治家、米国銃所有者協会創設者（* 1925年）
- 2020年 - 坪内祐三、評論家、エッセイスト（* 1958年）
- 2020年 - 竹内睦泰、予備校講師（* 1966年）
- 2021年 - ベルント・カンネンベルク、陸上競技選手、1972年ミュンヘン五輪金メダリスト（* 1942年）
- 2021年 - ティム・ボガート、ベーシスト、ヴォーカリスト（* 1944年）
- 2024年 - 童門冬二、小説家（* 1927年）
- 2025年 - 山田火砂子、映画監督（* 1932年）
- 2025年 - 津田英治、ナレーター（* 1948年）

## 記念日・年中行事
- 成人の日（ 日本）※1月第2月曜日（2003年・2014年・2020年・2025年）
- 初虚空蔵（ 日本）
毎月13日は虚空蔵の縁日で、一年で最初のこの日は初虚空蔵と呼ばれている。虚空蔵とは、虚空蔵菩薩の略で、無限の知恵と慈悲で人々を救うといわれている。虚空菩薩を祀る寺院は、京都府嵐山の法輪寺「嵯峨虚空蔵」、三重県金剛證寺「福威智虚空蔵菩薩」、千葉県清澄寺「能満虚空蔵菩薩」、茨城県村松山虚空蔵堂「村松虚空蔵」、福島県円蔵寺「柳津虚空蔵」など。
- ピース記念日／たばこの日（ 日本）
1946年1月13日に高級たばこの「ピース」が10本入り7円で初めて発売されたことに由来[16]。